# Jerzy Zagórski

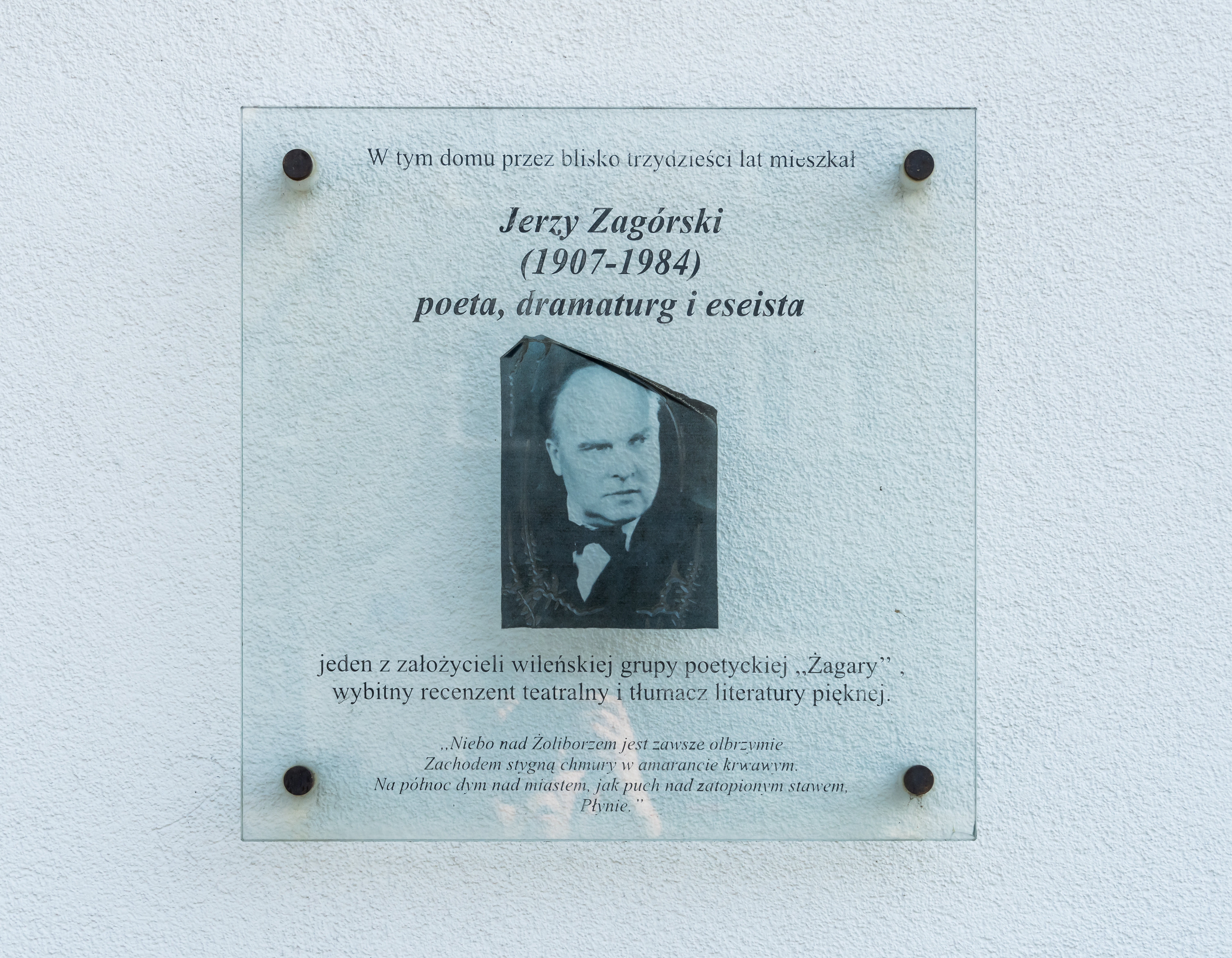
Tablica upamiętniająca Jerzego Zagórskiego przy ul. Mickiewicza 18 w Warszawie

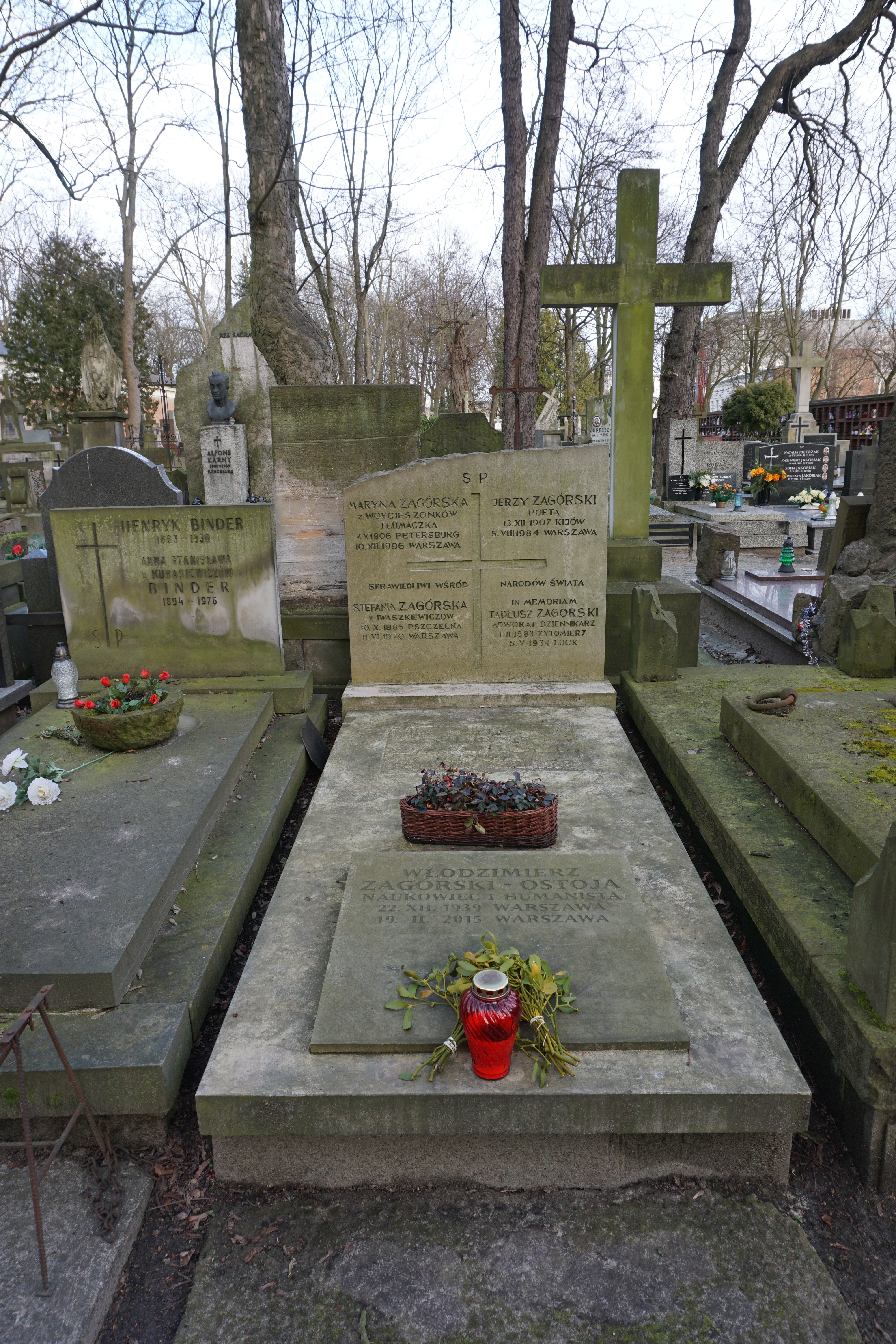
Grób Jerzego Zagórskiego na cmentarzu Powązkowskim w Warszawie

Jerzy Zagórski (ur. 30 listopada?/13 grudnia 1907 w Kijowie, zm. 5 sierpnia 1984 w Warszawie) – polski poeta, eseista i tłumacz, współtworzył grupę „Żagary”.

## Życiorys
Urodził się 13 grudnia 1907 w Kijowie, w rodzinie Tadeusza.
Do Warszawy przyjechał po Bożym Narodzeniu w 1918. Był absolwentem stołecznego Gimnazjum im. Jana Zamoyskiego (1927). Ukończył studia prawnicze na Uniwersytecie Stefana Batorego w Wilnie. Współtworzył redakcję czasopism „Żagary” i „Pion”. W 1937 roku przeprowadził się z żoną na stałe do Warszawy. W czasie II wojny światowej współredagował konspiracyjny miesięcznik „Kultura Jutra”. Po wojnie był attaché kulturalnym ambasady polskiej w Paryżu. W 1953 podpisał rezolucję ZLP w sprawie procesu krakowskiego. 31 stycznia 1976 podpisał tzw. Memoriał 101.
W jego poezji przedwojennej, bliskiej awangardzie, dominuje katastrofizm, natomiast w późniejszej – klasycyzm.
Przetłumaczył m.in. Maskaradę Lermontowa i gruziński poemat Rycerz w tygrysiej skórze.
Mąż Maryny Zagórskiej (1906–1996), tłumaczki literatury pięknej. Wraz z nią odznaczony w 1979 medalem „Sprawiedliwy wśród Narodów Świata”. Ojciec Włodzimierza Zagórskiego.
Został pochowany na cmentarzu Powązkowskim w Warszawie (kwatera 169-2-19).

## Zbiory wierszy i inne
- 1933 – Ostrze mostu
- 1934 – Przyjście wroga (poemat)
- 1937 – Wyprawy
- 1947 – Wieczór w Wieliszewie
- 1947 – Indie w środku Europy
- 1954 – Męska pieśń
- 1956 – Czas Lota
- 1957 – Olimp i ziemia
- 1959 – Krawędź
- 1961 – Bajka pienińska
- 1963 – Oto nurt
- 1963 – Biały bez. Wiersze dla żony
- 1964 – Pancerni (poemat)
- 1967 – Królestwo ryb
- 1969 – Rykoszetem
- 1970 – Tam, gdzie diabeł pisze listy
- 1975 – Komputerie i dylematy

## Zagórski w piosenkach
- 1995 – Grzegorz Turnau: To tu, to tam